# Lista de prefeitos de Marituba
Esta é a lista de prefeitos do município de Marituba, estado brasileiro do Pará.
| N° | Prefeito                               | Partido                                      | Início do mandato      | Final do mandato       | Observações                                            |
| -- | -------------------------------------- | -------------------------------------------- | ---------------------- | ---------------------- | ------------------------------------------------------ |
| -  | Eládio Soares                          | Partido Progressista Brasileiro PPB          | 22 de Setembro de 1994 | 31 de Dezembro de 1996 | Prefeito nomeado interinamente pelo governo do estado. |
| 1  | Fernando de Souza Corrêa               | Partido Progressista Brasileiro PPB          | 1° de Janeiro de 1997  | 31 de Dezembro de 2000 | Primeiro prefeito eleito em sufrágio universal.        |
| 2  | Antônio Armando Amaral de Castro       | Partido da Social Democracia Brasileira PSDB | 1° de Janeiro de 2001  | 31 de Dezembro de 2004 | Prefeito eleito em sufrágio universal.                 |
| -  | Antônio Armando Amaral de Castro       | Partido da Social Democracia Brasileira PSDB | 1° de Janeiro de 2005  | 31 de Dezembro de 2008 | Prefeito reeleito em sufrágio universal.               |
| 3  | José Bertoldo Rodrigues do Couto       | Partido Popular Socialista PPS               | 1° de Janeiro de 2009  | 31 de Dezembro de 2012 | Prefeito eleito em sufrágio universal.                 |
| 4  | Antônio Armando Amaral de Castro       | Partido da Social Democracia Brasileira PSDB | 1° de Janeiro de 2013  | 31 de Dezembro de 2016 | Prefeito eleito em sufrágio universal.                 |
| 5  | Mario Henrique de Lima Biscaro         | Partido Social Democrático PSD               | 1° de Janeiro de 2017  | 31 de Dezembro de 2020 | Prefeito eleito em sufrágio universal.                 |
| 6  | Patricia Ronielly Ramos Alencar Mendes | Republicanos REP                             | 1° de Janeiro de 2021  | 31 de Dezembro de 2024 | Prefeita eleita em sufrágio universal.                 |
| -  | Patricia Ronielly Ramos Alencar Mendes | Movimento Democrático Brasileiro MDB         | 1° de Janeiro de 2025  | Atualidade             | Prefeita reeleita em sufrágio universal.               |